# Улица Карла Фукса (Казань)
Улица Карла Фукса (тат. Карл Фукс урамы) — небольшая улица в Вахитовском районе Казани. Названа в честь ректора Императорского Казанского университета Карла Фукса (1776—1846).

## География
Пересекается со следующими  улицами:
- Улица Дзержинского
- улица Карла Маркса
- Большая Красная улица
- улица Бехтерева

Ближайшие параллельные улицы: Япеева и Лобачевского.

## История
Возникла не позднее 1-й половины XIX века. До революции 1917 года носила название Поперечно-Покровская улица и относилась к 1-й полицейской части. В 1899 году улицу предлагалось переименовать в Бутлеровскую, а в 1914 году постановлением Казанской городской думы улица была переименована в Лебедевскую, но реально это название не использовалось. 26 июля 1923 года решением президиумом Казанского горсовета была переименована в улицу Городецкого, в честь революционного деятеля Николая Васильевича Городецкого (1896-1923).
Постановлением Главы администрации Казани от 2 октября 1996 года улице было присвоено современное название.

## Примечательные объекты
- № 1/17 — здание городской больницы[тат.][12]
- пересечение с улицей Карла Маркса — жилой дом табачной фабрики[13].
- № 6/23 — дом чекистов[14].
- № 9/15 — дом Лихачёвых[тат.][15].
- № 10 — дом Заседателевой (снесён)[16][17]. В этом здании в годы Первой мировой войны располагался госпиталь Всероссийского земского союза[18].
- № 11/6 — здание женского духовного училища[19].